# ORP Górnik

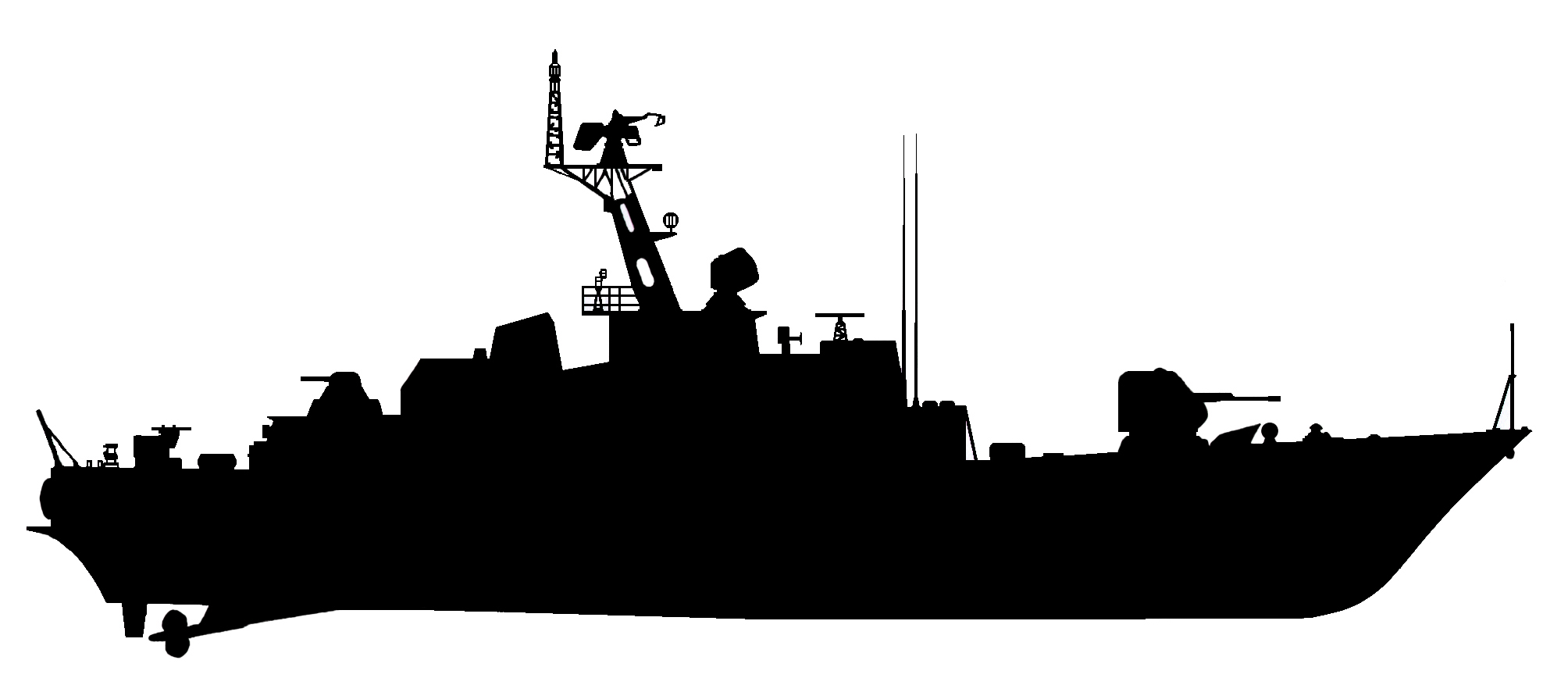
Sylwetka okrętu ORP "Górnik"

ORP Górnik – polski mały okręt rakietowy. Posiadał numer taktyczny 434. Był pierwszym okrętem typu Tarantul-I w Polskiej Marynarce Wojennej.
Okręt został zaprojektowany w ZSRR w CMKB "Ałmaz" i zbudowany w Rybińskiej Stoczni Rzecznej. Jest to okręt projektu 1241RE 'Mołnia', w kodzie NATO: 'Tarantul-I'. Jest to eksportowa wersja projektu, a Polska była pierwszym odbiorcą tej wersji. Przybył do Gdyni 5 grudnia 1983, a polską banderę podniesiono 28 grudnia 1983 r. Matką chrzestną była Marianna Jóźwiak – wdowa po górniku kopalni „Wieczorek”. Głównym zadaniem jednostki była ochrona wybrzeża od strony morza.
Okręt został wycofany ze służby 31 maja 2005 roku, po czym w 2009 roku przekazany Agencji Mienia Wojskowego. Po nieudanych próbach sprzedaży za granicę (według nieoficjalnych informacji, do Wietnamu), w 2011 roku został złomowany.

## Dane techniczne

### Wyposażenie radiolokacyjne
- stacje radiolokacyjna wykrywania celów Garpun-E (NATO: "Plank Shave")
- stacje radiolokacyjna kierowania ogniem MR-123 (NATO: "Bass Tilt")
- radar nawigacyjny Peczora-1

## Przebieg służby
Przez niemal 22 lata przebył drogę 42 680 mil morskich. Wchodził m.in. do portów w Świnoujściu, Szczecinie, Bałtyjsku i Kilonii. Jednostka ta brała udział w najważniejszych ćwiczeniach Marynarki Wojennej, m.in. BARAKUDA, PIRANIA, BALTOPS, MURENA, PASSEX. W 1994 roku okręt uczestniczył w konkursie o miano „Najlepszego Okrętu Marynarki Wojennej”. 

## Dowódcy okrętu
Lista dowódców:
- por. mar. Zbigniew Kula – od 1983 do 1986 roku;
- kpt. mar. Mirosław Danilewicz – od 1986 do 1988 roku;
- por. mar. Marek Kurzyk – od 1988 do 1993 roku;
- por. mar. Jarosław Ziemiański – od 1993 do 1995 roku;
- por. mar. Robert Kaczmarek – od 1995 do 1996 roku;
- kpt. mar. Jacek Gąsiorowski – od 1996 do 1996 roku;
- por. mar. Krzysztof Jasiński – od 1996 do 1998 roku;
- por. mar. Dariusz Szarek – od 1998 do 2004 roku;
- por. mar. Adam Sadowski – od 2004 do 2005 roku.